# Élet és Irodalom
Az Élet és Irodalom (röviden ÉS) magyar irodalmi-közéleti – a fejléc szerint politikai és irodalmi – hetilap, Magyarország legrégebbi, több mint 65 éve (1957 óta) megjelenő hetilapja. Kiadója 1994-től az akkor alapított Irodalom Kft., melynek tulajdonosa az Élet és Irodalom Alapítvány és az ÉS Baráti Társaság. Ügyvezetője és a lap főszerkesztője Kovács Zoltán. A nyomtatott lapszám minden pénteken, 24 nagyméretű oldalon jelenik meg, cikkei online is azonnal elérhetők az előfizetők számára.
A 21. század első évtizedeiben politikai alapállását tekintve liberálisnak mondható: olyan eszmék mellett kötelezte el magát, mint az egyén szuverenitása az állammal szemben, a kisebbségek, a másság, a szabadságjogok védelme. Publicisztikájában tájékoztat és elemzéseket ad a közélet fontos történéseiről, másrészt teret ad kortárs irodalmi művek nyilvánosságra kerüléséhez, kritikáival pedig ismerteti és értékeli az újabb alkotásokat a művészet számos területéről.

## A lap története
1923-ban ezen a címen jelent meg néhány hónapig Szabó Dezső – eredetileg Aurora címen indított – folyóirat-kísérlete. Ennek aligha van köze a mostani újság címéhez.

### Indulása
Az Élet és Irodalom első száma 1957. március 15-én jelent meg. Előzménye az Irodalmi Újság volt, mely a Magyar Írószövetség lapjaként tevékeny szerepet játszott az 1956-os forradalom előkészítésében. A politikai vezetésnek 1957 tavaszán a konszolidációhoz szüksége volt az értelmiség, és azon belül az írók egy részének megnyerésére. 
„Néhányan kommunisták és a kommunistákhoz sorolható pártonkívüliek…a párthoz fordultunk egy irodalmi lap engedélyezése iránt. A Kállai Gyula és Kádár János elvtársakkal való megbeszélések után így kaptunk engedélyt” – írta később a főszerkesztőnek kinevezett kommunista Bölöni György. Helyette 1957 szeptemberétől Mesterházi Lajos irányította a lapot mint felelős szerkesztő, Bölöni György ugyanis a PEN Clubnál képviselte az országot. Korábban mellőzött írók, költők is lehetőséget kaptak a megszólalásra, de természetesen a hatalom ellenőrzése mellett. Az első szám 69 540 példányban jelent meg, sikerét többek között Németh László, Heltai Jenő, Fodor József és Szabó Lőrinc írásai garantálták. A kéthetente, majd november 1-től már hetente jelentkező újság rendkívül baloldalinak számított, így többen megtagadták közreműködésüket a lapban, a nehéz megélhetési körülmények ellenére is. Beceneve – az ÉS – is korabeli szóviccből származik: hiányzik belőle mind az élet, mind az irodalom – mi van benne? Az ÉS.

### 1959 és 1989 között
1959-ben az újjáalakult Magyar Írók Szövetsége lapja lett (1963-ig), természetesen a kiadási jog nélkül, és Szabolcsi Miklós, később Dobozy Imre vette át irányítását.
1963-ban Nemes György lett a főszerkesztő, aki a címnek megfelelően külön közéleti és irodalmi részt alakított ki. Szerkesztése alatt nyerte el mai arculatát az Élet és Irodalom: ekkor jött létre a lap nagy vonalakban máig megőrzött tipográfiája, rovatbeosztása, lapstruktúrája. A konszolidációs 1960-as évektől mind többen jelentették meg írásaikat (pl.: Déry Tibor, Kassák Lajos, valamint 1964-ig Illyés Gyula), és az új írógeneráció képviselői mellett már külföldi írók művei is helyet kaptak a lapban. Az 1960-as évek közepére az Élet és Irodalom minőségi újsággá fejlődött, és a rendszeren belül liberálisnak számító hetilap lett, példányszáma elérte a 25 ezret. Közölte Veres Péter Olvasónaplóit, Déry Tibor Napok hordalékát, Örkény István egyperces novelláit; Zelk Zoltánnak állandó rovata volt, Vas István, Weöres Sándor és mások versei jelentek meg, valamint Nagy Lászlóéi, aki képszerkesztője is volt az Élet és Irodalomnak.
A szerkesztőségben komoly viták is folytak. „Volt egy ilyen konfliktus Nemes György és Kardos G. György között, és végül Fekete Gyula is otthagyta az Élet és Irodalmat, noha akkor úgy látszott, nem haraggal teszi. Kardos G. György haraggal vált el, később azonban nagy örömmel tért vissza ismét.” Miután a népi írók csoportja úgy látta, hogy az ÉS visszaél monopolhelyzetével, és ők nem kapnak helyet a kiadványban, Nemes György nyugdíjazását kérte.
1974-ben Jovánovics Miklóst nevezték ki főszerkesztőnek. Új rovatok indultak, és a közéleti témájú írások vették át a főszerepet. Miután a politika leállította az 1960-as években meghirdetett gazdasági reformot, újjáélesztésének ügyét az ÉS is felkarolta. Bertha Bulcsu vitaindító cikke váltotta ki a lap leghangosabb gazdaságpolitikai vitáját, az úgynevezett kesudió-vitát az 1970-es évek második felében. Nagy port kavart a Mezei András által indított Ilyen gazdagok vagyunk? című vitacikk is a tehetségek elkallódásáról. A szerkesztett vitafórumok ugyan hatalmi szóval értek véget, de az értelmiség különböző rétegeiből viszonylag stabil olvasókört teremtettek, így a példányszám az évtized végére elérte a 60 ezret.
1981-ben Jovánovics Miklóst megválasztották az Írószövetség főtitkárának, és 1982-ben megvált az Élet és Irodalomtól, távollétében egy ideig Faragó Vilmos főszerkesztő-helyettes irányította a munkát. 1982. szeptembertől 1991-ig Bata Imre volt a főszerkesztő, aki inkább a népi írók szellemiségében vezette tovább a lapot. Az 1980-as évek első felében a lapeladás tovább növekedett, a példányszámot azonban politikai okokból 60 000-re korlátozták.
1989 végén a lap munkatársa volt – mások mellett – a publicisztikai rovatvezető Szále László, az interjúrovat vezetője Szántó Péter, a könyvkritikai rovatvezető Széchenyi Ágnes, a művészetkritikai rovatvezető Széky János, az olvasószerkesztő Varjas Endre. A helyettes főszerkesztő Alföldy Jenő és Faragó Vilmos volt, utóbbit decemberben Váncsa István váltotta fel.

### Az 1990-es évek
Az 1980-as évek végére és a rendszerváltás első éveire az Élet és Irodalom is sokat vesztett jelentőségéből, és negyedére esett a példányszáma. Ekkor már szabadon lehetett újságot alapítani, a Kádár-kor régi lapjai pedig gyanússá váltak. A szerkesztőség elhatározta, hogy kezébe veszi az irányítást, a lapon belüli széthúzásokat egy vezetőségi ülés rendezte el. A lap gazdája, a Művelődésügyi Minisztérium váratlanul hozzájárult a változáshoz: Glatz Ferenc művelődési miniszter az utolsó munkanapján „egy perc alatt aláírta, hogy az ÉS-nél szerveződött egyesületnek adja át a kiadói jogot.”
Bata Imre székét Megyesi Gusztávnak (1992–1993) adta át, ekkor többen megváltak a laptól. 
A felhalmozott adósság miatt az újság nehéz helyzetbe került, a mélypont 8 600 példányszám körül volt (1993). Az elkövetkező rövid időszak a pénzszerzés jegyében telt. Néhány hónapra megnyerték befektetőnek Princz Gábort és a Postabankot, de végül sikerült az önállóságot megőrizve, a Soros Alapítvány és a Nemzeti Kulturális Alap támogatásával talpon maradniuk. Megyesi Gusztáv 1993 nyarán lemondott, helyébe Kovács Zoltánt választották meg főszerkesztőnek, majd megalapították az Irodalom Kft.-t, és 1994-1995-ben átszervezték a lapot.
Az évtized második felében a lapnál volt többek között Bodor Béla, Mihancsik Zsófia és Tóth Erzsébet, Kertész Ákos és (újra) Kardos G. György, valamint Tarnói Gizella, akinek irányításával sikeres oknyomozó és tényfeltáró riportok készültek. Az ÉS helyzete stabilizálódott, pártoktól független, szociálisan érzékeny liberális hetilap lett. A példányszám emelkedése az internet térhódításáig tartott, de közben kialakult a teljes gazdasági önállóság modellje, és létrejött egy jórészt „fiatalokból” álló irodalmi rovat Csuhai István, Dérczy Péter, Grecsó Krisztián, Károlyi Csaba, Rádai Eszter és mások.

## A lap szerkezete (2010-es – 2020-as évek)
Ahogy a cím is mutatja, a lap két nagy szerkezeti egységből: az elején a közéleti, majd az irodalmi részből áll. Az első részben nagyrészt publicisztika, interjú található, a másodikban széppróza, vers és műbírálatok. Minden szám egy régi vagy kortárs művész grafikáit, képeit mutatja be oldalain.
A közéleti rész. A címlap politikai publicisztikáját heti váltásban a szerkesztők írják: Kovács László, Váncsa István és 2017-től Széky János (2017 előtt Megyesi Gusztáv írta). Ezt az adott hét eseményeihez kapcsolódó cikket keményen kritikai attitűd és gyakran szarkasztikus stílus jellemzi. A második oldal a Visszhang rovaté, az előző lapszámokra reagáló levélírók véleményével. A hosszabb vitacikkek a közéleti rész végén Agora cím alatt kapnak helyet. A Páratlan oldalon a közéletre és a médiára irányuló rövid fricskák, ironikus megjegyzések olvashatók. A lap egésze azonban terjedelmesebb írásokból áll, hírrovata nincs.
A közéleti rovatok cikkeit az 1970-es – 1980-as években főként újságírók jegyezték, a 21. századra ez megváltozott. „Írásaink jelentős részét nem újságírók írják, hanem történészek, irodalmárok, közgazdászok, egyetemi emberek,… ezt alapkérdésnek tekintjük – nyilatkozta a főszerkesztő. – A lap jellegzetes műfaja – a többi hetilaphoz képest legalábbis – az elemző publicisztika, az értekezés, olykor a tanulmány.” A 2010-es években és a 2020-as évek elején a jelentősebb politikai fejleményekről, a hazai társadalom és gazdaság állapotáról rendszeresen elemzéseket közöl például Gadó Gábor (jog, jogállamiság), Halmai Gábor (alkotmányozás, jog), Kenesei István (felsőoktatás, MTA), Losoncz Miklós (nemzetközi és EU-s gazdaság), Pályi András (lengyelországi helyzet), Petschnig Mária Zita (gazdaság, pénzügy), Standeisky Éva (20. századi magyar történelem), Tamás Gáspár Miklós (filozófia, társadalmi mozgalmak, diszkrimináció), Várhegyi Éva (belföld, gazdaság) és nagyon sokan mások. Esetenként megtisztelik a lapot írásaikkal szakmájuk „nagy öregjei” is, mint Berend T. Iván vagy Vitray Tamás.
Az irodalmi rész az új versek és szépprózai művek közlésén kívül magában foglalja a könyv- és műbírálatot is. Egy 2012-es ÉS-naplóból kiderül, hogy az újság terjedelme 2009-ben csökkent, 28-ról „kényszerűen visszaállt 24 oldalra”, egyebek között a versek és novellák kárára. A szépirodalmi rovatokhoz tartozik az egészoldalas esszéknek helyet adó Feuilleton rovat és a Tárcatár is. A Tárcatár 1992-ben indult. „A hagyomány szerint minden évben három új szerzőt kérünk fel, hogy – Szív Ernő mellett – egy éven át, havi rendszerességgel írjon a „vonal alá” – emlékeztet minden év utolsó lapszáma. 2012-ben például Csabai László, Térey János és Tompa Andrea, 2022-ben Jenei Gyula, Kiss Noémi és Nagy Zsuka írásait olvashattuk.
A szépirodalmat minden lapszámban hagyományosan a műbírálati rész követi, a különféle művészeti ágak kritikusainak cikkeivel: képzőművészet, tárlatok – György Péter, Wagner István és mások; film – Báron György, Stőhr Lóránt (hetente felváltva); színház – Molnár Zsófia, Herczog Noémi (korábban, 2015-ig Koltai Tamás); zene – Csengery Kristóf és jellegzetes stílusában Fáy Miklós,  jazz, pop – Végső Zoltán; továbbá építészet, táncművészet, rádiós, televíziós és internetes műsorszámok recenziói.
Az Élet és Irodalom mindig nagy mennyiségű könyvkritikát közöl, a könyv- és irodalomkritika változatos formákban van jelen. Évtizedek óta havonta jelentkezik a lap egészoldalas könyvkritikája (Az ÉS könyve), a Ketten egy könyvről cím alatt pedig egyszerre két recenzió jelenik meg ugyanarról a kötetről. Még a rendszerváltás előtt hozták létre az Ex libris rovatot is, melyhez hetente más-más szerző választ ki négy hasonló témájú könyvet és ír róluk rövid egyéni hangú véleményt.
Az ÉS-kvartett nyilvános kritikai beszélgetéssorozatot Károlyi Csaba, a lap főszerkesztő-helyettese indította 2009-ben; azóta is szervezi, valamint elkészíti a lapban két oldalt kitöltő szerkesztett változatokat. A téma havonta egy-egy új magyar szépirodalmi kötet, a beszélgetések résztvevője Károlyi Csaba mellett – nagyjából évenkénti rotációban – további három kritikus; 2020-ban például Deczki Sarolta, Szolláth Dávid és Visy Beatrix, 2021 közepétől Bárány Tibor, Gács Anna és Puskás Panni volt. 2023. január végén tartották a századik beszélgetést, szokásos szerint a budapesti Írók Boltjában. A kezdetektől eddig elemzett összesen száz kötet listáját a résztvevő kritikusok nevével együtt a lap 2023/4. száma közölte.
Írók, költők, irodalmárok sokasága, művészek és társadalomtudósok egyaránt szerzői a lapnak. Az Élet és Irodalom mindig dupla számmal zárja az évet és feltünteti a lapszám íróinak listáját. A 2022. évi karácsonyi dupla számnak például összesen 110 szerzője van.

## Szerkesztőség és tulajdoni viszonyok
A lap kiadója az 1994-ben alapított Irodalom Kft., melynek két tulajdonosa az Élet és Irodalom Baráti Társaság, illetve az Élet és Irodalom Alapítvány. A kiadói jog tulajdonosa tehát lényegében a szerkesztőség. A cégnek alapítása óta ügyvezetője és az újság főszerkesztője is Kovács Zoltán.
Az újság teljes egészében a piacról tartja el magát. Bevételei a lapeladásból, a hirdetésből, az online változat előfizetéséből, valamint az olvasók adójának 1%-os felajánlásából származnak, ami közvetetten szintén piaci eredetű. Ez a biztosítéka a lap függetlenségének. Az olvasótábort jellemzően a nagyobb városok értelmiségi rétegei alkotják, és fontos célcsoportnak számítanak az egyetemisták is.
Az Élet és Irodalomnak 7-8 szerkesztője és a laphoz valamilyen szinten kötődő, szellemiségét elfogadó néhány száz „külsős” szerzője van. A szerkesztőség munkáját a rovatszerkesztők önállósága jellemzi.

### Weblap
Az internet térhódításával az ÉS is kialakította saját weblapját. A friss lapszámok általában a nyomtatott lap megjelenésével egyidőben már olvashatók. Archívumában 1998–2000 között a lapszámok egy része, 2001-től az összes lapszám megtalálható. Az online kiadás 2012 elején áttért az  előfizetéses rendszerre, azóta az aktuális szám és az archívum tartalmának legnagyobb része csak térítés ellenében érhető el. A nyomtatott lapra előfizetők számára ingyenes.

### Szerkesztőség
A szerkesztőség Budapesten van. Összetétele a 2023. évi 1. szám szerint:
- Főszerkesztő Kovács Zoltán (1993-tól)
- Főszerkesztő-helyettes
  - Károlyi Csaba – Feuilleton, könyvkritika, kulturális interjú
  - Váncsa István
- Olvasószerkesztő Ruff Borbála – művészetkritika
- Szerkesztők
  - próza – Grecsó Krisztián
  - vers – Csuhai István
  - külföld – Széky János
  - tárlat, grafika – Szikszai Károly
- Tervezőszerkesztő Kabán Eszter Anna
- Munkatársak
  - Darvasi László
  - Molnár Erzsébet

### Korábbi főszerkesztők
- Bölöni György (alapító) és felelős szerkesztő Mesterházi Lajos
- Szabolcsi Miklós
- Dobozy Imre
- Nemes György
- Jovánovics Miklós
- Bata Imre

## A lap, illetve szerkesztői által elnyert díjak
Az Élet és Irodalom szerkesztősége szakmai díjakat nyert el, államiak odaítélésére nem került sor.
- Superbrands-díj 2004, 2007, , 2008[14]
- Tarnói Gizella: Roma Polgárjogi Díj (2001)

### Joseph Pulitzer-emlékdíj
- Megyesi Gusztáv (1991)
- Váncsa István (1993)
- Kovács Zoltán (1998)
- Tarnói Gizella (1998)
- Seres László (1999)
- Rádai Eszter (2001)
- Molnár Erzsébet (2003)